# Рошково (Поморське воєводство)
Рошково (пол. Roszkowo, нім. Rostau) — село в Польщі, у гміні Прущ-Гданський Ґданського повіту Поморського воєводства.
Населення — 196 осіб (2011).
У 1975-1998 роках село належало до Гданського воєводства.

## Демографія
Демографічна структура станом на 31 березня 2011 року:
|          | Загалом | Допрацездатний вік | Працездатний вік | Постпрацездатний вік |
| -------- | ------- | ------------------ | ---------------- | -------------------- |
| Чоловіки | 105     | 26                 | 73               | 6                    |
| Жінки    | 91      | 21                 | 61               | 9                    |
| Разом    | 196     | 47                 | 134              | 15                   |